# Завулон (бек-мелех)
Завулон I (пом. до 870) — 7-й повновладний бек-мелех Хозарської держави у 860-х роках.

## Життєпис
Походив з династії Буланідів. Син бек-мелеха Ісаака I. Після смерті останнього близько 860 року став новим володарем каганату. Намагався продовжити політику попередника, зокрема уклав новий договір з Візантією. Але держава дедалі більше орієнтувалася на торгівлю та захист степів від кочівників зі Сходу.
У 867 році стикнувся з коаліцією племен буртасів, чорних булгар, гузів та угрів, яким, втім, зумів завдати поразок за підтримки аланів і кавказьких албанців. Наприкінці 860-х років руси, ймовірно, з Полянського племінного союзу на чолі з Києвом, здійснили декілька походів до Каспійського моря. У 869 році проти Хозарії виступили Суламіди, які завдали поразок бек-мелеху, відвоювавши Дербентську область. Напевне, у цих битвах Завулон I загинув або був повалений прихильниками кагана Захарія. Втім, владу зумів перебрати син Завулона — Манасія II.